# Tô màu đồ thị

Đồ thị Petersen có sắc số bằng 3.

Trong Lý thuyết đồ thị, tô màu đồ thị (tiếng Anh: graph coloring) là trường hợp đặc biệt của gán nhãn đồ thị, mà trong đó mỗi đỉnh hay mỗi cạnh hay mỗi miền của đồ thị có thể được gán bởi một màu hay một tập hợp các màu nào đó. Tô màu đồ thị có thể là:
- tô màu đỉnh (tiếng Anh: vertex coloring) là gán cho mỗi đỉnh của đồ thị một màu nào đó sao cho không có hai đỉnh nào liền kề lại trùng màu nhau;
- tô màu cạnh (tiếng Anh: edge coloring) là gán cho mỗi cạnh của đồ thị một màu nào đó sao cho sao cho không có 2 cạnh nào trùng màu;
- tô màu miền (tiếng Anh: face coloring) là gán cho mỗi miền của đồ thị phẳng một màu sao cho không có 2 miền có chung đường biên lại cùng màu.

Sắc số (tiếng Anh: chromatic number) của một đồ thị là số màu ít nhất để tô các đỉnh.
Sắc số của đồ thị G được ký hiệu là χ(G).
Số màu cạnh (tiếng Anh: chromatic index) của một đồ thị là số màu ít nhất dùng để tô các cạnh. Số màu cạnh của đồ thị G được ký hiệu là χ'(G).
Số màu cạnh của đồ thị G bất kì bằng sắc số của đồ thị đường L((G)) của đồ thị đó:
χ'(G) = χ(L(G)),
do đó việc nghiên cứu tô màu cạnh của G tương đương với nghiên cứu tô màu đỉnh của L(G).

## Các định lý và tính chất

### Các giá trị giới hạn của sắc số
Rõ ràng sắc số của một đồ thị sẽ không vượt quá số đỉnh của nó (bậc của đồ thị):
{\displaystyle 1\leq \chi (G)\leq n.\,}.
Nếu G có clique kích thước k thì cần ít nhất k màu để tô màu đỉnh cho clique này (xem thêm bài về đồ thị đầy đủ), như vậy sắc số của một đồ thị sẽ không nhỏ hơn chỉ số clique của đồ thị đó:
{\displaystyle \chi (G)\geq \omega (G).\,}
Nếu đồ thị đơn G có bậc cực đại bằng  Δ(G) thì sắc số của nó không vượt quá  Δ(G)+1.
Gọi số đỉnh của G là n.
Ta dùng Δ(G)+1 màu để tô n đỉnh của G như sau: xuất phát từ đỉnh thứ nhất đến đỉnh thứ n, tô màu đỉnh đầu tiên bằng 1 màu tùy ý trong Δ(G)+1 màu. Tô màu đỉnh kế tiếp bằng một màu khác với các màu đã tô cho các láng giềng của đỉnh đó. Việc tô màu này luôn thực hiện được, đến lượt 1 đỉnh bất kì, ta luôn có màu để tô cho nó, vì số màu Δ(G)+1 lớn hơn bậc của đỉnh bất kì.
Tổng quát hơn là định lý Brook, định lý khẳng định rằng:
Tất cả mọi đồ thị đơn và liên thông G, ngoại trừ đồ thị đầy đủ {\displaystyle K_{n}} và đồ thị chu trình bậc lẻ {\displaystyle W_{n}}, đều có sắc số nhỏ hơn hoặc bằng bậc cực đại:
{\displaystyle \chi (G)\leq } Δ(G).
Nếu đồ thị G có m cạnh thì sắc số của nó thỏa mãn:
{\displaystyle \chi (G)(\chi (G)-1)\leq 2m.\,}
Chứng minh quy nạp theo m (m là số tự nhiên) mệnh đề (*) sau:
nếu đồ thị G có không quá m cạnh thì sắc số của nó thỏa mãn:
{\displaystyle \chi (G)(\chi (G)-1)\leq 2m.\,}
Với m=0,1, mệnh đề (*) đúng.
Giả sử mệnh đề (*) đúng đến m-1. Xét m.
Gọi {\displaystyle \chi } là số tự nhiên lớn nhất thỏa mãn:
{\displaystyle \chi (\chi -1)\leq 2m.\,}
Nếu bậc cực đại của G nhỏ hơn {\displaystyle \chi } thì như ta đã biết, sắc số của G không vượt quá bậc cực đại của nó cộng với một, nên sẽ không vượt quá  {\displaystyle \chi }, suy ra luôn điều phải chứng minh.
Nếu bậc cực đại của G lớn hơn hoặc bằng {\displaystyle \chi }, suy ra trong G tồn tại đỉnh a có deg(a) lớn hơn hoặc bằng {\displaystyle \chi }.
Xóa đỉnh a và các cạnh liên thuộc của nó khỏi G ta nhận được đồ thị mới là G', đồ thị này có số cạnh thỏa mãn:
{\displaystyle m'=m-deg(a)\leq m-\chi }
Theo giả thiết quy nạp, mệnh đề (*) đúng cho m' nên:
{\displaystyle \chi (G')\leq 2m'\leq 2(m-\chi )},
Suy ra:
{\displaystyle \chi (G')\leq \chi -1}.
Tức là sắc số của G' không thể vượt quá {\displaystyle \chi -1}, từ đó suy ra sắc số của G không vượt quá {\displaystyle \chi }. Như vậy mệnh đề cũng đúng với m.
Suy ra mệnh đề (*) đúng với mọi m là số tự nhiên.

### Một số định lý liên quan của sắc số

#### Định lý 1
Bất cứ chu trình độ dài lẻ nào cũng đều có sắc số bằng 3
Chứng minh:
Giả sử chu trình có độ dài là {\displaystyle 2n+1} ta chứng minh theo số {\displaystyle n}
- {\displaystyle n=1} chu trình gồm 3 đỉnh mà 2 đỉnh bất kì đều kề nhau {\displaystyle \Rightarrow } dùng đúng 3 màu để tô
- {\displaystyle (n)\Rightarrow (n+1)} Giả sử {\displaystyle \alpha } là một chu trình có độ dài {\displaystyle 2(n+1)+1=2n+3} với các dãy đỉnh là {\displaystyle x_{1}}, {\displaystyle x_{2}},...,{\displaystyle x_{2n+1}},{\displaystyle x_{2n+2}},{\displaystyle x_{2n+3}}.

Nối {\displaystyle x_{1}} với {\displaystyle x_{2n+1}} ta được một chu trình {\displaystyle \alpha }'có độ dài {\displaystyle 2n+1}.
Theo giả thuyết quy nạp chu trình {\displaystyle \alpha }' có sắc số bằng 3.
Lấy màu của {\displaystyle x_{1}} tô cho {\displaystyle x_{2n+2}} còn màu của {\displaystyle x_{2n+1}} tô cho {\displaystyle x_{2n+3}}.
Chu trình {\displaystyle \alpha } được tô màu mà không thêm màu mới vào.
Vậy chu trình {\displaystyle \alpha } có sắc số bằng 3

#### Định lý 2
Đồ thị đầy đủ n đỉnh Kn có sắc số bằng n
Một số tiêu chuẩn đơn giản để kiểm tra xem 1 đồ thị có hai sắc số hay không:
- Ta có định lý: Giả sử đồ thị G có ít nhất một cạnh. Đồ thị G có hai sắc số khi và chỉ khi G không có chu trình đơn vô hướng độ dài lẻ.

Chứng minh:
- Giả sử G là đồ thị có hai sắc số. Theo Định lý 1 thì G không thể có chu trình đơn vô hướng độ dài lẻ.
- Ngược lại giả sử G không có chu trình đơn vô hướng độ dài lẻ. Không mất tính tổng quát có thể xem G liên thông.

Chọn 1 đỉnh a nào đó bất kì trong đồ thị
Đặt {\displaystyle m(a)=0} (m: số màu)
Với {\displaystyle x} {\displaystyle \neq } {\displaystyle a} Ta ký hiệu {\displaystyle d(x)}là độ dài đường đi vô hướng ngắn nhất nối {\displaystyle a} với{\displaystyle x}
Đặt {\displaystyle m(x)=d(x)} mod 2
Ta sẽ chứng minh m là hàm màu của G
Giả sử {\displaystyle x,y} kề nhau
Lấy {\displaystyle d(x)} là đường đi vô hướng ngắn nhất nối a với x có độ dài {\displaystyle d(x)}
{\displaystyle d(y)} là đường đi vô hướng ngắn nhất nối {\displaystyle a} với {\displaystyle y} có độ dài {\displaystyle d(y)}
Chu trình đơn {\displaystyle [d(x),(x,y),d(y)]} có độ dài {\displaystyle d(x)+d(y)+1}phải là một số chẵn
Vậy thì {\displaystyle d(x)+d(y)} là một số lẻ {\displaystyle \Rightarrow } {\displaystyle d(x),d(y)} khác nhau tính chẵn lẻ
{\displaystyle \Rightarrow }{\displaystyle m(x)} {\displaystyle \neq } {\displaystyle m(y)}
Hàm tô màu m có hai giá trị, vậy sắc số ≤ 2. G có ít nhất một cạnh nên sắc số của nó bằng 2
Từ định lý trên ta có hệ quả sau: Tất cả các chu trình độ dài chẵn đều có sắc số bằng 2.

#### Định lý 3

Ví dụ định lý 3: Tìm sắc số đồ thị

Phát biểu: Nếu G có chứa 1 đồ thị con đẳng cấu với Kn thì {\displaystyle x(G)\geq n}.
Chứng minh: Hiển nhiên

### Các giá trị giới hạn của số màu cạnh

#### Định lý 1
Số màu cạnh của đồ thị đơn G bất kì không vượt quá số đỉnh của nó.
Xét đồ thị {\displaystyle K'_{n}} có hai đỉnh bất kì liền kề và  {\displaystyle K'_{n}} có các khuyên. n là số đỉnh của {\displaystyle K'_{n}}.
Đánh số các đỉnh của {\displaystyle K'_{n}} là {\displaystyle v_{1},v_{2},v_{3},\ldots ,v_{n}}.
Chỉ cần chứng minh {\displaystyle K'_{n}} có thể tô màu các cạnh bởi n màu thì suy ra đồ thị đơn G bất kì có số đỉnh không vượt quá n đều có thể tô các cạnh bởi n màu.
Ký hiệu các màu là {\displaystyle M_{1},M_{2},\ldots ,M_{n}}.
Khi đó ta có cách tô màu cho {\displaystyle K'_{n}} như sau.
Ma trận dưới đây biểu thị cách tô màu, trong đó:
- giá trị ở hàng thứ i cột j chính là màu được gán cho cạnh {\displaystyle (v_{i},v_{j})};

{\displaystyle {\begin{matrix}&v_{1}&v_{2}&v_{3}&v_{4}&\cdots &v_{n-2}&v_{n-1}&v_{n}\\v_{1}&M_{1}&M_{2}&M_{3}&M_{4}&\cdots &M_{n-2}&M_{n-1}&M_{n}\\v_{2}&M_{2}&M_{3}&M_{4}&M_{5}&\cdots &M_{n-1}&M_{n}&M_{1}\\v_{3}&M_{3}&M_{4}&M_{5}&M_{6}&\cdots &M_{n}&M_{1}&M_{2}\\v_{4}&M_{4}&M_{5}&M_{6}&M_{7}&\cdots &M_{1}&M_{2}&M_{3}\\\vdots &\vdots &\vdots &\vdots &\vdots &\ddots &\vdots &\vdots &\vdots &\\v_{n}&M_{n}&M_{1}&M_{2}&M_{3}&\cdots &M_{n-3}&M_{n-2}&M_{n-1}\end{matrix}}.}
Định lý König khẳng định rằng đối với đồ thị hai phía G, số màu cạnh của nó bằng bậc cực đại của nó: {\displaystyle \chi '(G)=\Delta (G)}.
Định lý Vizing khẳng định rằng, nếu đồ thị đơn G có bậc cực đại bằng {\displaystyle \Delta (G)} thì số màu cạnh của nó bằng {\displaystyle \Delta (G)} hoặc {\displaystyle \Delta (G)+1}.

### Đa thức màu
Xem bài đa thức màu.

## Sắc số và số màu cạnh của một số đồ thị cơ bản
Khái niệm sắc số liên quan đến bài toán tô màu như sau: 
Hãy tô màu các đỉnh của đồ thị đã cho, sao cho 2 đỉnh kề phải được tô bằng hai màu khác nhau

### Đồ thị hai phía

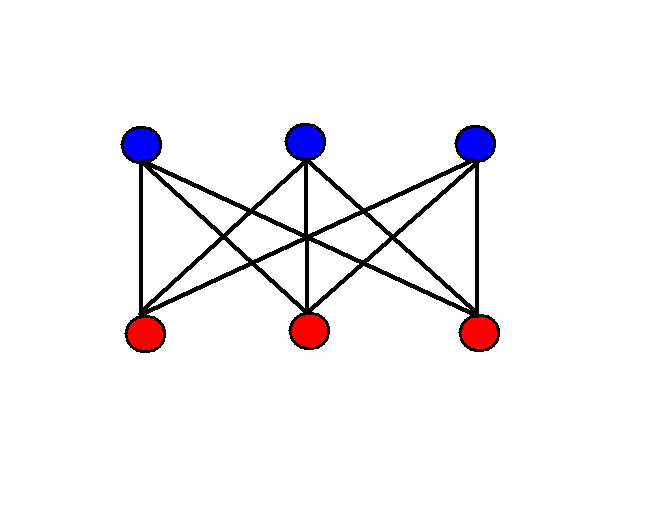
Các đỉnh của đồ thị {\displaystyle K_{3,3}} được tô bằng hai màu xanh và đỏ.

Đồ thị hai phía đầy đủ {\displaystyle K_{m,n}} có sắc số bằng 2: χ({\displaystyle K_{3,3}})=2. Mở rộng: một đồ thị hai phía bất kì có sắc số không vượt quá 2.
Ví dụ minh họa là các đỉnh của đồ thị {\displaystyle K_{3,3}} có thể được tô bởi hai màu xanh và đỏ.

### Đồ thị chu trình

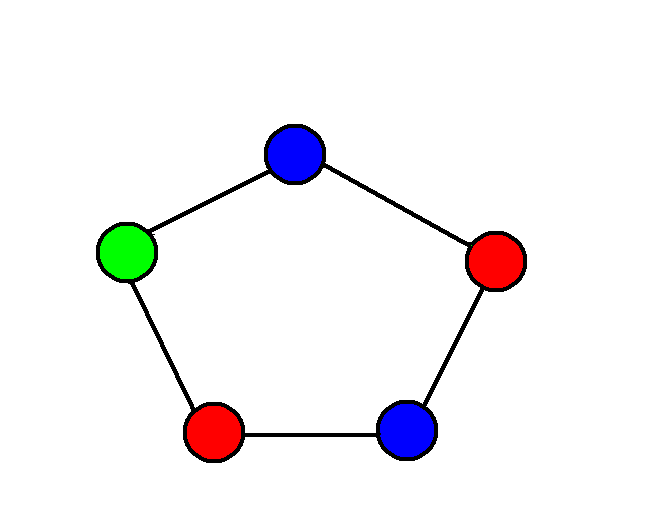
Các đỉnh của đồ thị {\displaystyle C_{5}} tô được bởi ít nhất 3 màu.
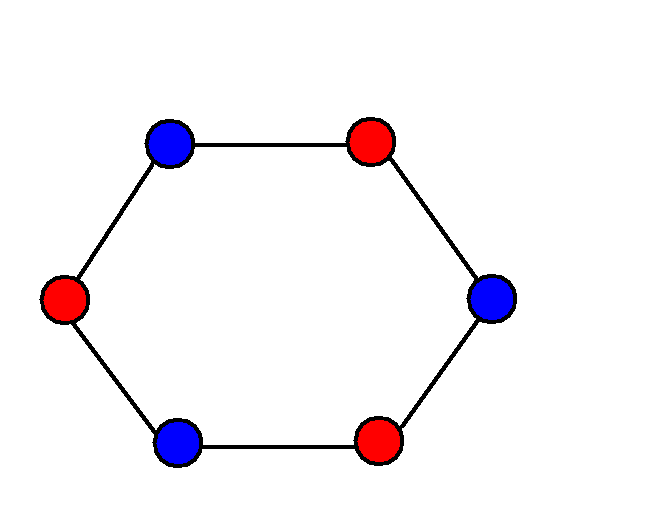
Các đỉnh của đồ thị {\displaystyle C_{6}} tô được bởi ít nhất 2 màu.
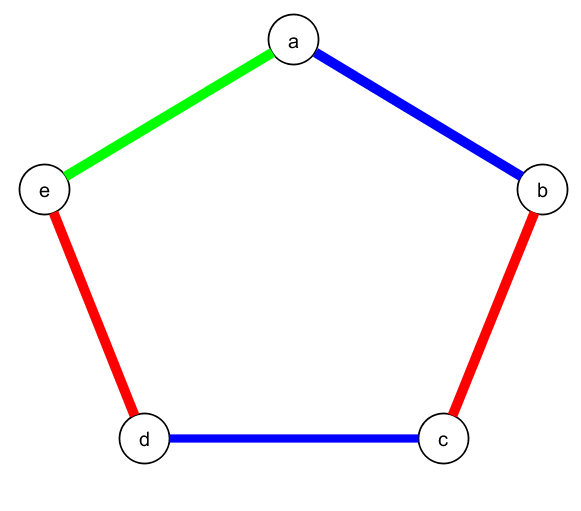
Các cạnh của đồ thị {\displaystyle C_{5}} tô được bởi ít nhất 3 màu.
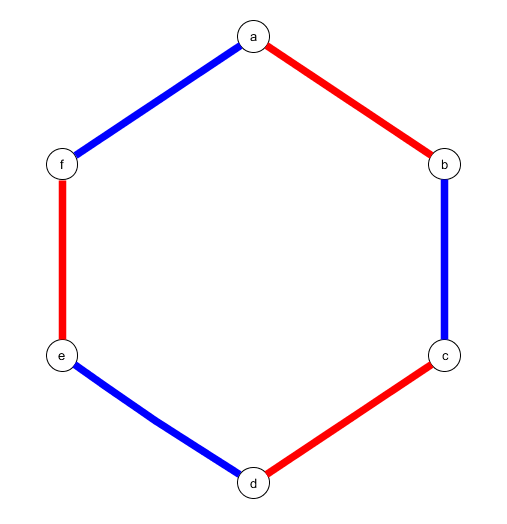
Các cạnh của đồ thị {\displaystyle C_{6}} tô được bởi ít nhất 2 màu.

Đồ thị chu trình {\displaystyle C_{n}} có sắc số bằng:
- χ({\displaystyle C_{n}})= 3, nếu n lẻ.
- χ({\displaystyle C_{n}})= 2, nếu n chẵn.

Số màu cạnh:
- χ'({\displaystyle C_{n}})= 3, nếu n lẻ.
- χ'({\displaystyle C_{n}})= 2, nếu n chẵn.

### Đồ thị bánh xe

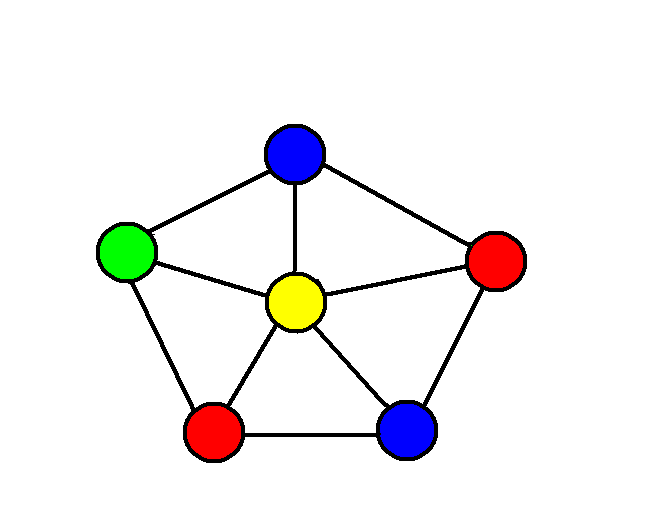
Các đỉnh của đồ thị {\displaystyle W_{6}} tô được bởi ít nhất 4 màu.
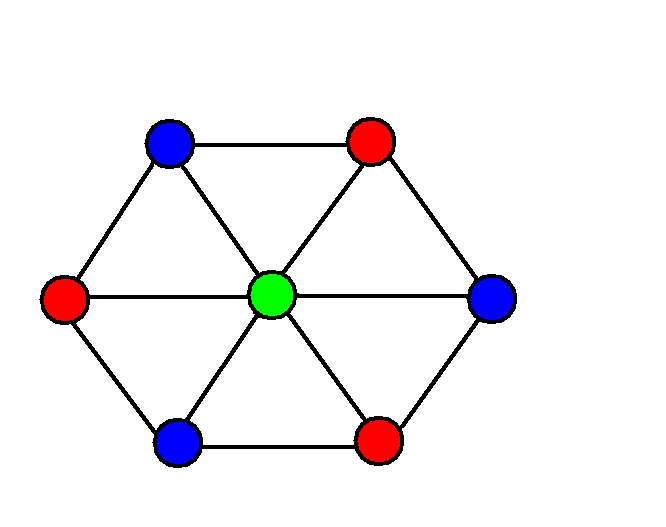
Các đỉnh của đồ thị {\displaystyle W_{7}} tô được bởi ít nhất 3 màu.
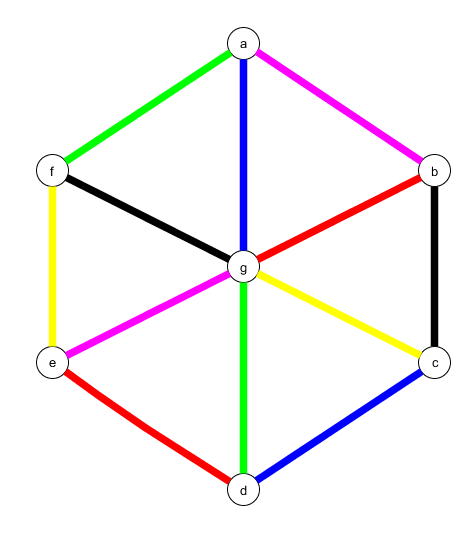
Các cạnh của đồ thị {\displaystyle W_{7}} tô được bởi ít nhất 6 màu.

Đồ thị bánh xe {\displaystyle W_{n}} (n≥4) có sắc số bằng:
- χ({\displaystyle W_{n}})= 3, nếu n lẻ.
- χ({\displaystyle W_{n}})= 4, nếu n chẵn.

Số màu cạnh (n≥3):
- χ'({\displaystyle W_{n}})= n-1.

### Đồ thị đầy đủ

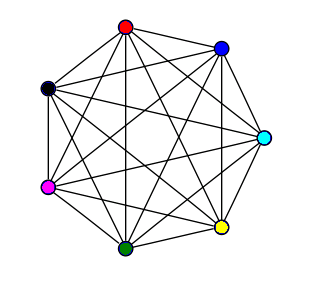
Đồ thị đầy đủ 7 đỉnh có sắc số bằng 7.
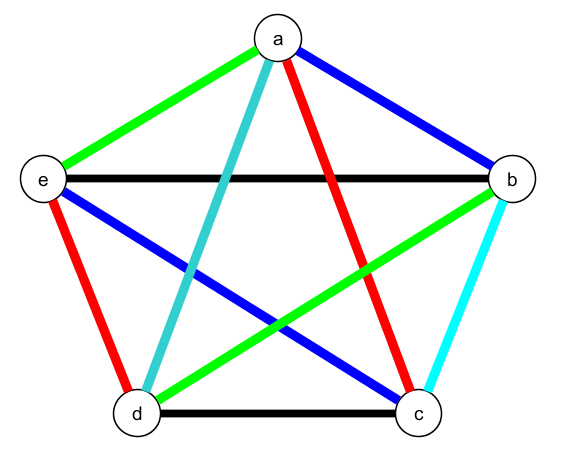
{\displaystyle K_{5}} có số màu cạnh bằng 5.
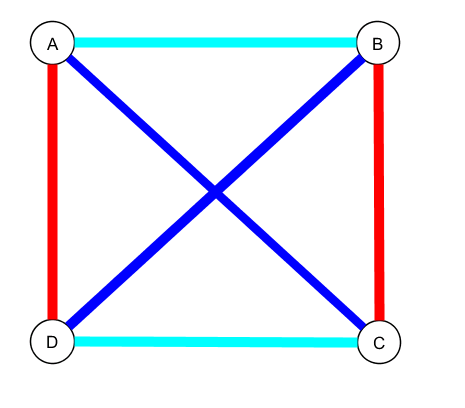
{\displaystyle K_{4}} có số màu cạnh bằng 3.

Đồ thị đầy đủ {\displaystyle K_{n}} có sắc số bằng:
- χ({\displaystyle K_{n}}) = n.

Số màu cạnh:
- χ'({\displaystyle K_{n}}) = n, nếu n lẻ.
- χ'({\displaystyle K_{n}}) = n-1, nếu n chẵn.

Đánh số các đỉnh của {\displaystyle K_{n}} là {\displaystyle v_{1},v_{2},v_{3},\ldots ,v_{n}}.
Do mỗi đỉnh của {\displaystyle K_{n}} có bậc bằng n-1, nên số màu cạnh của nó không nhỏ hơn n-1, do đó  χ'({\displaystyle K_{n}}) bằng n hoặc n-1.
Chứng minh χ'({\displaystyle K_{n}})=n-1 với n chẵn:
Ta chỉ cần chỉ ra cách tô n-1 màu cho các cạnh của {\displaystyle K_{n}} là được.
Ký hiệu các màu là {\displaystyle M_{1},M_{2},\ldots ,M_{n-1}}.
Ma trận dưới đây biểu thị cách tô màu, trong đó:
- giá trị ở hàng thứ i cột j chính là màu được gán cho cạnh {\displaystyle (v_{i},v_{j})};
- X nghĩa là không được gán màu.

{\displaystyle {\begin{matrix}&v_{1}&v_{2}&v_{3}&v_{4}&\cdots &v_{n-2}&v_{n-1}&v_{n}\\v_{1}&X&M_{1}&M_{2}&M_{3}&\cdots &M_{n-3}&M_{n-2}&M_{n-1}\\v_{2}&M_{1}&X&M_{3}&M_{4}&\cdots &M_{n-2}&M_{n-1}&M_{2}\\v_{3}&M_{2}&M_{3}&X&M_{5}&\cdots &M_{n-1}&M_{1}&M_{4}\\v_{4}&M_{3}&M_{4}&M_{5}&X&\cdots &M_{1}&M_{2}&M_{6}\\\vdots &\vdots &\vdots &\vdots &\vdots &\ddots &\vdots &\vdots &\vdots &\\v_{n}&M_{n-1}&M_{2}&M_{4}&M_{6}&\cdots &\cdots &\cdots &X\end{matrix}}.}
Ví dụ với n=6, ta có cách tô màu như sau:
{\displaystyle {\begin{matrix}&v_{1}&v_{2}&v_{3}&v_{4}&v_{5}&v_{6}\\v_{1}&X&M_{1}&M_{2}&M_{3}&M_{4}&M_{5}\\v_{2}&M_{1}&X&M_{3}&M_{4}&M_{5}&M_{2}\\v_{3}&M_{2}&M_{3}&X&M_{5}&M_{1}&M_{4}\\v_{4}&M_{3}&M_{4}&M_{5}&X&M_{2}&M_{1}\\v_{5}&M_{4}&M_{5}&M_{1}&M_{2}&X&M_{3}\\v_{6}&M_{5}&M_{2}&M_{4}&M_{1}&M_{3}&X\\\end{matrix}}}
Chứng minh χ'({\displaystyle K_{n}})=n với n lẻ:
Trái lại, giả sử tồn tại n lẻ sao cho χ'({\displaystyle K_{n}}) = n-1.
Xét màu M bất kì, các cạnh tô màu M ký hiệu là {\displaystyle (v_{i_{1}},v_{j_{1}}),(v_{i_{2}},v_{j_{2}}),\ldots ,(v_{i_{k}},v_{j_{k}})}, trong đó {\displaystyle v_{i_{1}},v_{j_{1}},v_{i_{2}},v_{j_{2}},\ldots ,v_{i_{k}},v_{j_{k}}} là các đầu mút đôi một phân biệt. Như vậy có 2k đỉnh có cạnh liên thuộc tô bởi màu M, mà n lẻ nên tồn tại ít nhất một đỉnh {\displaystyle v_{i}} nào đó không có cạnh liên thuộc tô bởi màu M. Như vậy các cạnh liên thuộc với đỉnh {\displaystyle v_{i}} chỉ được tô bởi không quá n-2 màu, mà {\displaystyle deg(a)=n-1} (vô lý).

### Đồ thị siêu khối

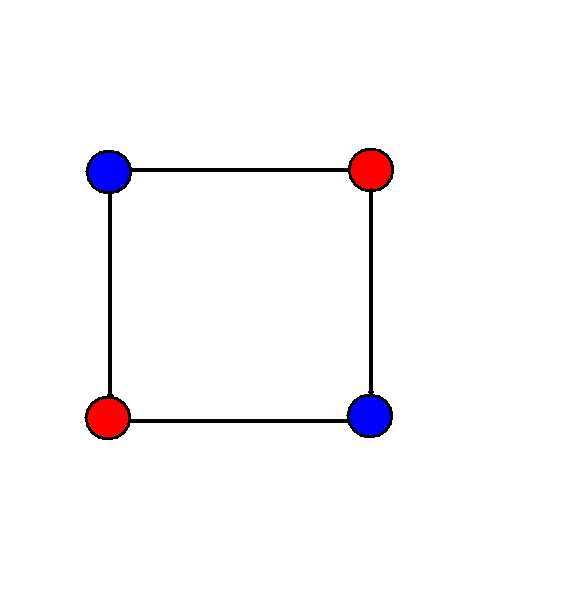
Sắc số của {\displaystyle Q_{2}} bằng 2.
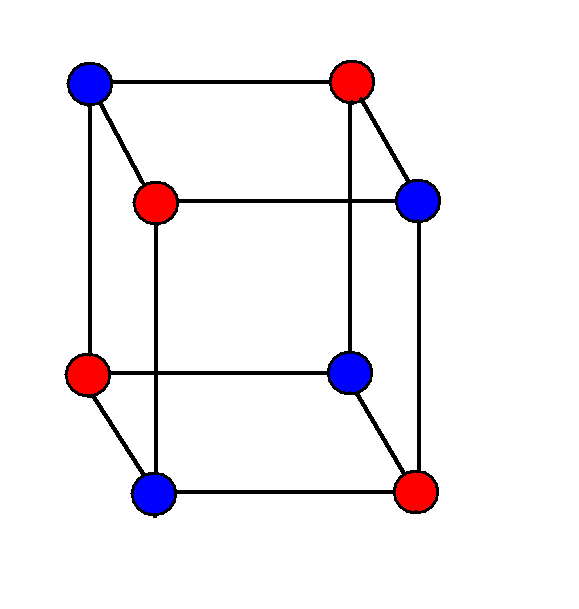
Sắc số của {\displaystyle Q_{3}} bằng 2.

Đồ thị siêu khối {\displaystyle Q_{n}} có sắc số bằng 2, vì bản thân nó là đồ thị phân đôi.

## Ứng dụng

### Tô màu bản đồ
Trên các bản đồ, các miền khác nhau (miền ở đây được hiểu là các quốc gia trên bản đồ thế giới hay các tỉnh trong một bản đồ hành chính quốc gia) được tô màu sao cho 2 miền có chung biên giới không trùng màu nhau. Đối với bản đồ có nhiều miền, nếu ta dùng một số lượng lớn màu thì sẽ rất khó phân biệt các miền có màu gần giống nhau, vì thế người ta chỉ dùng một số lượng màu nhất định để tô màu bản đồ. Một bài toán được đặt ra là: có thể dùng ít nhất bao nhiêu màu để tô màu một bản đồ sao cho các miền kề nhau không cùng một màu (tr.593).
Bài toán này dẫn đến định lý bốn màu nổi tiếng và định lý năm màu.
Các dạng bài toán tô màu bản đồ có thể áp dụng Thuật toán tô màu Greedy để tìm ra số màu ít nhất để tô cho các miền trên bản đồ.